# Karen Karapetian
Pour les articles homonymes, voir Karapetyan.
Karen Karapetian (en arménien Կարեն Կարապետյան ; né le 14 août 1963 à Stepanakert) est un homme d'État arménien, Premier ministre d'Arménie de 2017 à 2018 et par intérim en 2018.

## Biographie
Il a travaillé pour Gazprom.

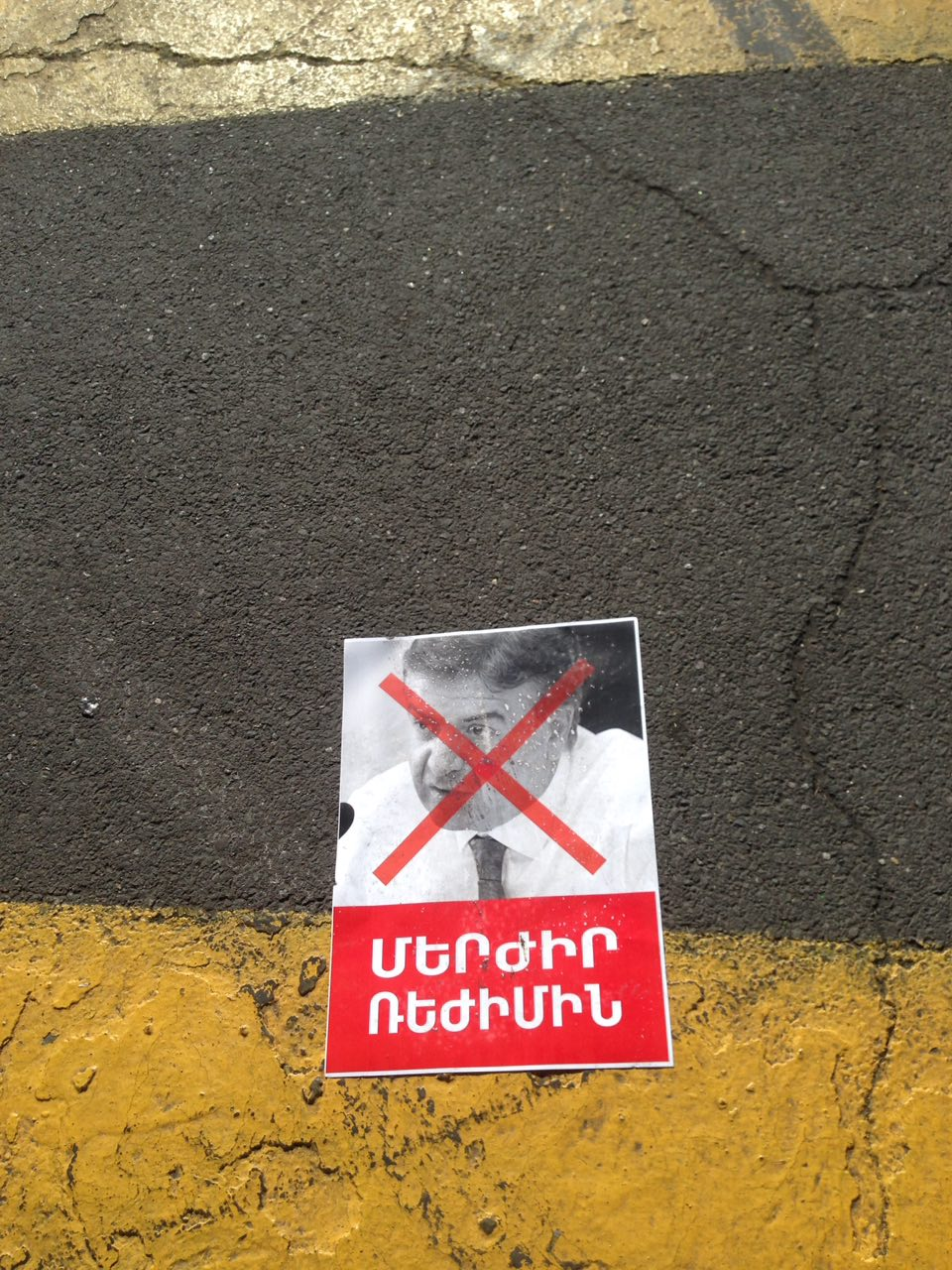
Affiche appelant à son départ lors de la révolution arménienne de 2018.

Il devient maire d'Erevan, la capitale arménienne, le 20 décembre 2010 mais démissionne de son poste pour raison personnelle le 28 octobre 2011.
Le 8 septembre 2016, il est nommé Premier ministre par le Parti républicain d'Arménie (HHK), dirigé par Serge Sarkissian, où il succède à Hovik Abrahamian, démissionnaire. Il est investi le 13 septembre. Le 17 avril 2018, Serge Sarkissian lui succède, mais six jours plus tard, le 23 avril, celui-ci démissionne, à la suite de la révolution arménienne de 2018 et Karen Karapetian redevient Premier ministre par intérim.
Alors que le Parti républicain avait renoncé à présenter un candidat, l'opposant Nikol Pachinian est le seul candidat en lice pour succéder à Sargsian. Le 1er mai 2018, l'Assemblée nationale rejette sa candidature par 45 voix pour et 55 contre. Le jour même, Edouard Charmazanov, porte-parole du Parti républicain et vice-président du Parlement, avait déclaré qu'« après la rencontre insatisfaisante d'hier, je suis convaincu que monsieur Pachinian ne peut pas être Premier ministre ».
Finalement le 2 mai, des membres du Parti républicain suggèrent que lors de la nouvelle session d'investiture programmée le 8 mai, le parti pourrait voter en faveur de Nikol Pachinian. Le 8 mai, Nikol Pachinian est élu Premier ministre d'Arménie par 59 voix favorables, soit six de plus que la majorité minimum requise. Le président du groupe parlementaire du Parti républicain Vagram Bagdassarian affirme avoir fait primer « la stabilité du pays ».